# Björn Engholm
Björn Engholm (nacido el 9 de noviembre de 1939 en Lübeck Moisling, Alemania) es un político alemán, miembro del SPD.

## Biografía y carrera política
Björn Engholm asistió a la escuela Johanneum en Lübeck. En 1958, comenzó una formación profesional como cajista en la imprenta del periódico socialdemócrata Lübecker Freie Presse y trabajó allí hasta 1962. Al mismo tiempo estudió en segunda enseñanza en la Escuela de Economía y Política de Hamburgo, accediendo en 1962 a la Universidad de Hamburgo y licenciandose en Ciencias Políticas. Después trabajó como docente en la enseñanza ofrecida por los sindicatos y en la universidad popular. Entró en el sindicato IG Druck und Papier en 1959 y militó en el SPD desd 1962, entrando en la política local en 1965. En 1969 fue elegido en el Bundestag.
Desde el 18 de mayo de 1977 Engholm fue Secretario Parlamentario del Ministerio de Educación y Ciencia gobernado por el canciller Helmut Schmidt. Desde los años 1981 a 1982 fue Ministro Federal de Educación y Ciencia sustituyendo a Jürgen Schmude en enero, en septiembre de 1982 fue Ministro Federal de Alimentación, Agricultura y Silvicultura pero solo duró un mes ya que en el 1 de octubre Helmut Kohl fue elegido canciller por tanto Engholm acabaría su mandato en ese puesto. Posteriormente, desde 1988 hasta 1993 ocupó el puesto de Primer Ministro del estado alemán de Schleswig-Holstein siendo desde 1988 hasta el 31 de octubre de 1989 presidente del Bundesrat.
Desde 1991 sustituyendo a Hans-Jochen Vogel fue presidente nacional del SPD hasta su renuncia en 1993 por los hechos ocurridos en el caso Barschel, donde fue acusado ante la Primera Comisión por su falsa declaración antes de las elecciones de 1987 por espionaje a Pfeiffer, a causa de esto no se presentó como candidato a canciller en las elecciones del SPD.
En 1997, Engholm era miembro del consejo del Foro Pro Báltica. En esta capacidad, representó a la idea de la nueva Liga Hanseática como la cooperación de los países bálticos. Por sus servicios para la promoción de las relaciones germano-escandinavos tenía 13 años Junio de 2005, el Premio Willy Brandt recibió. También es presidente del Foro Cultural (democracia social), Schleswig-Holstein eV y Presidente del Consejo Asesor de la Universidad de la Universidad de Lübeck. Él es también un miembro de la Comisión de Auditoría de la SPD, el órgano de control de las finanzas y los bienes de la SPD.
Actualmente está casado desde 1964 con la pintora Barbara Engholm y tiene dos hijas.

## Galería

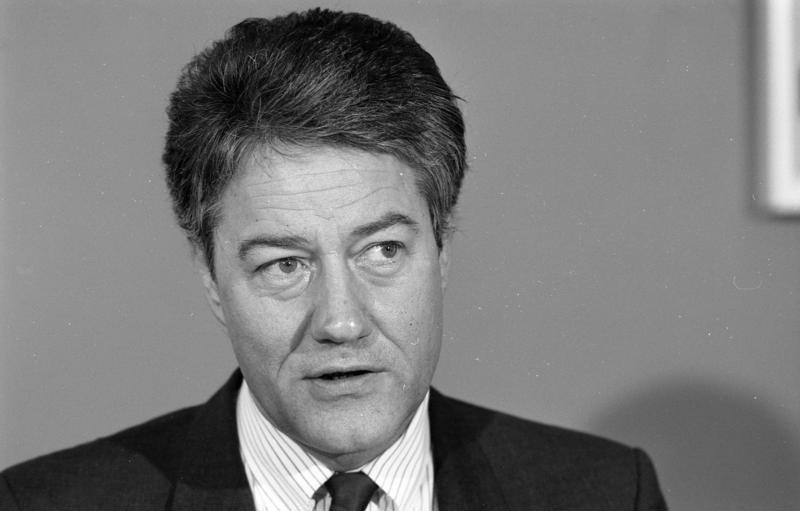
Björn Engholm en 1989.
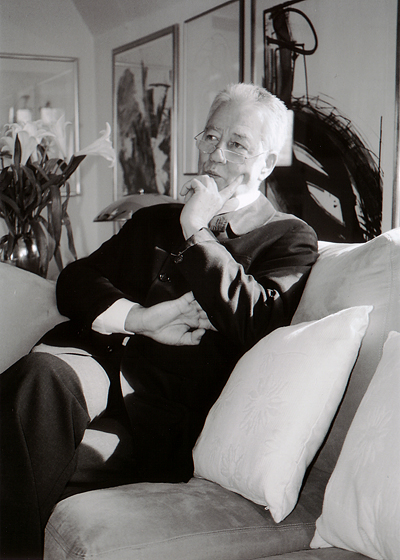
Björn Engholm.

- Datos: Q62279
- Multimedia: Björn Engholm / Q62279